# Joachim Müller
Joachim Müller (Zwickau, 15 juli 1952) is een Duits voormalig voetballer en voetbalcoach die speelde als middenvelder.

## Carrière
Müller speelde heel zijn carrière voor de toenmalige Oost-Duitse ploeg FC Karl-Marx-Stadt het huidige Chemnitzer FC. Hij speelde meer dan 300 wedstrijden voor de club in de hoogste klasse van Oost-Duitsland.
Hij speelde vijf interlands voor Oost-Duitsland, waarin hij niet kon scoren.
Na zijn spelerscarrière werd hij jeugdcoach bij Chemnitzer FC tussen 1988 en 1994. Hij verliet de jeugdwerking, en werd in 2000 coach van VfB 01 Chemnitz. In 2002 werd hij coach bij Chemnitzer FC en in 2003 bij FC Wil 1900 met hen won hij de Zwitserse voetbalbeker in 2004. Daarna tussen 2005 en 2007 trainde hij nog eens Chemnitzer FC.

## Erelijst

### Als trainer
- FC Wil 1900
  - Zwitserse voetbalbeker: 2004